# Licomělice
Licomělice je vesnice, část obce Načešice v okrese Chrudim. Nachází se asi 2 km na západ od Načešic. V roce 2009 zde bylo evidováno 61 adres. V roce 2001 zde trvale žilo 129 obyvatel.
Licomělice je také název katastrálního území o rozloze 4,01 km2.

## Historie
První písemná zmínka o obci pochází z roku 1382.

## Pamětihodnosti
- zaniklá tvrz při čp. 30